# Хотилиці
Хотилиці (рос. Хотилицы) — село в Андреапольському районі Тверської області Російської Федерації.
Населення становить 256 осіб. Входить до складу муніципального утворення Андреапольський округ.

## Історія
Від 2006 до 2019 року входило до складу муніципального утворення Хотилицьке сільське поселення.

## Населення
| 1996 | 2002 | 2010 |
| ---- | ---- | ---- |
| 407  | ↘308 | ↘256 |